# Thierry Paiva
Pour les articles homonymes, voir Paiva (homonymie).
Pas d'image ? Cliquez ici

a Compétitions nationales et continentales officielles uniquement.

b Matchs officiels uniquement.
Dernière mise à jour le 10 juin 2025.
Thierry Paiva, né le 19 novembre 1995, est un joueur français de rugby à XV jouant au poste de pilier gauche.

## Biographie
Thierry Paiva est formé à l'Union Bordeaux Bègles, où il est notamment champion de France espoirs en 2016, avant d'être prêté pour une saison en Pro D2 avec Carcassonne,.
Il signe ensuite son premier contrat professionnel le 6 décembre 2018, le liant au club jusqu'en 2020 puis 2022 à la suite d'une prolongation. En février 2020, il subit une rupture du tendon rotulien gauche qui lui entraîne plusieurs mois d'absence.
Il rejoint le Stade rochelais en 2022. En novembre 2023, il se blesse au tendon rotulien droit ce qui le prive de compétition pendant plusieurs mois.
Le 31 mai 2025, La Rochelle annonce le départ de son joueur à l'issue de la saison 2024-2025.
Le 11 juin 2025, le Stade français annonce la signature du joueur rochelais en compagnie de son coéquipier Tawera Kerr-Barlow.

## Palmarès

### En club
- Stade rochelais
  - Finaliste du Championnat de France en 2023

### En sélection nationale
- France -18
  - Finaliste du Championnat d'Europe des moins de 18 ans en 2013